# Grand Theft Auto 2
A Grand Theft Auto 2 (GTA2) videójáték először Windows operációs rendszerre és PlayStation konzolra jelent meg 1999. október 22-én. Fejlesztője a DMA Designs (Rockstar North) volt. Később megjelent Dreamcast és Game Boy Color játékgépekre is. A program az 1997-ben piacra dobott Grand Theft Auto folytatása. A Windowsra és a Dreamcastra szánt verziókat az ESRB felnőtt tartalomnak, a kevésbé erőszakos PlayStation- és Game Boy-kiadásokat tinédzsereknek valónak minősítette. A játék jelenleg a Rockstar Games honlapjáról ingyenesen letölthető.

## Város
A jelenlegi város neve Anywhere City ("Bárhol város"), de nem kell sokat agyalni, hogy rájöjj, ez New York City (a többi játékban Liberty City) futurisztikus mása. A 70-es, 80-as évek sötét jövőképét akarja bemutatni. A város térképe a 3D-érás Liberty City lebutított változata a városrészek alapján: Downtown-ból Staunton Island, Residental-ból Shoreside Vale, Industrial-ból pedig Portland lett a Grand Theft Auto III-ban.

## Játékmenet
A játék a Grand Theft Auto III főszereplőjével nagyjából megfelelő Claude Speed 2D-változatáról szól, a játék az első résszel egy univerzumban játszódik. A történet szerint Claude hibernálta magát, majd kiolvasztották 2013-ban (további érdekesség, hogy a Grand Theft Auto V is ekkor játszódik), amikor is a világ nagyon megváltozott. Már mindent a bandák uralnak, minden a tiszteletről szól. Hét különféle bandával találjuk szembe magunkat: Zaibatsu vállalat, Loonies, Jakuza, Rednecks, SRS Scientists, Hare Krisna és az Orosz maffia. A vezetőiknél kell majd küldetéseket végrehajtani, hogy tiszteletet szerezz náluk. Ha egy bandának küldetést csinálsz, akkor egy másik bandánál csökken a tiszteleted. Ha kevés tiszteleted van egy bandánál, akkor nem vehetsz fel náluk küldetést, illetve egyre jobban támadnak téged, ha a területükre mész. Amikor megvan mindegyik küldetés az adott városrészen, akkor jön a magánakció: ki kell nyírni a vezetőket, akik a bandájuk tipikus autójában lesznek. A játék összesen 52 küldetést tartalmaz.

## Bandák
A játék során hét banda van, mindegyik részére 7-7 küldetést kell végrehajtani. Egy területen csak három banda van; amikor területet lép a játékos, mindig más bandák lesznek elérhetőek. Tiszteletet egy bandánál akkor lehet szerezni, ha egy másik banda tagját megöli a játékos.
- Zaibatsu vállalat: Ők a legfőbb vállalat a játék során, mindhárom városrészben ott vannak. A Zaibatsu szó nagy befolyású vállalatot jelent japánul. Velük találkozunk először a játékban. A vezetőjük Trey Welsh (Downtown), Red Waldez (Residental) és Uno Carb (Industrial). Mivel mindenütt ott vannak, ezért az összes banda a riválisuk. Jelük egy sárga Z betü, Z-Type kocsikat vezetnek, és szürke színű ruhákban járnak. A Grand Theft Auto III-ban is szerepeltek volna, de a végleges verzióban kicserélték őket a Triádra.
- Loonies: A Downtown-i elmebetegek csoportja, nevük talán a kanadai dollár másik nevéből (Loonie) jött. A vezetőjük Elmo, riválisuk a Zaibatsu és a Jakuza. A jelük egy mosolygós arc, Dementia kocsikat vezetnek.
- Jakuza: Downtown-i bűnszervezet, az igazi Jakuza paródiája. Vezetőjük Johnny Zoo. Jelük egy kék jen (¥), Miara kocsikat vezetnek. Riválisaik a Zaibatsu és a Loony banda. Eddig az első 3 fő GTA-ban, valamint az Advance-ban és a Liberty City Storiesban is szerepeltek.
- Rednecks: Residental utcai bandája, vezetőjük Billy Bob Bean. A Redneck elnevezés amerikában a karikatúrákból jól ismert szakállas,rothadt fogú farmerek/remetékre mondják.Jelük egy konföderációs zászló, Pickup kocsikat vezetnek. Ellenségeik a Scientists és a Zaibatzu.
- SRS Scientists: Residental illegális tudóscsoportja, vezetőjük Dr. LaBrat. Jelük egy arany jelvény, Meteor kocsikat vezetnek. Ellenségeik a Rednecks és a Zaibatzu.
- Hare Krisna: Industrial zöld protestáns csoportja, a Hare Krisna való életbeli követőiről mintázták, vezetőjük a svéd Sunbeam. Jelük egy narancssárga krizantém virág, Karma Bust vezetnek. Ellenségeik a Zaibatsu és az Orosz maffia. Szerepeltek a GTA 1-ben is.
- Orosz maffia: Industrialban tevékenykedő maffia, vezetője Jerkov. Jelük a kommunista vörös csillag, Bulwarkokat vezetnek. Ellenségeik a Zaibatsu és a Hare Krisna. Eddig a 2 után a San Andreasban, a GTA IV-ben és a Chinatown Warsban tűntek fel különböző változataik.
- Mad Island banda: A játék története szempontjából lényegtelen banda, az Industrialhoz tartozó Mad Island az egyetlen területük. Nem lehet náluk tiszteletet szerezni, ha a területükre mész, megtámadnak. Valószínűleg a Rednecks banda megmaradt tagjai, az ellenségeskedésük a vezetőjük előző városbeli kinyírása miatt lehet. Ezt alátámasztja az a tény, hogy a Mad Island eredetileg a Rednecks területe. Az eredeti, PlayStation változatban nincsenek benne, ahogy maga Mad Island sincs.